# Leonel Pedreros
Leonel Eladio Pedreros Guevara (Concepción, Chile, 12 de abril de 1962) es un exfutbolista chileno que jugaba de defensa.
Es el hermano menor del también exfutbolista Manuel Pedreros.

## Trayectoria
Oriundo de Concepción, comenzó su carrera como profesional en 1981 defendiendo los colores de Deportes Concepción. En 1984, paso a defender los colores del archirrival Arturo Fernández Vial, en donde estuvo por 4 temporadas. Para 1988 firmó por Cobresal, regresando en 1990 a la región del Bío-Bío, jugando para Naval.
En 1991 firmó para O'Higgins en donde jugó hasta fines de 1994. En 1995 regresó a Deportes Concepción, en su temporada de regreso a la Primera División chilena, para en 1996 iniciar su segundo ciclo en Arturo Fernández Vial, retirándose a fines de la temporada 1997.

## Selección nacional
Pedreros jugó un partido por la selección de fútbol de Chile, el 9 de diciembre de 1987, en una derrota 1:2 ante Brasil.

### Partidos internacionales
| 1     | 9 de diciembre de 1987 | Estadio Municipal Parque do Sabiá, Uberlândia, Brasil | Brasil     | 2-1 | Chile |   |  | Manuel Rodríguez Araneda | Amistoso |
| Total | Total                  | Total                                                 | Presencias | 1   | Goles | 0 |  |                          |          |

| Selección chilena | Selección chilena | Selección chilena |
| Año               | Partidos          | Goles             |
| ----------------- | ----------------- | ----------------- |
| 1987              | 1                 | 0                 |
| Total             | 1                 | 0                 |

## Clubes
| Club                  | País  | Año       |
| --------------------- | ----- | --------- |
| Deportes Concepción   | Chile | 1981-1985 |
| Arturo Fernández Vial | Chile | 1986-1987 |
| Cobresal              | Chile | 1988-1990 |
| Naval                 | Chile | 1990      |
| O'Higgins             | Chile | 1991-1994 |
| Deportes Concepción   | Chile | 1995      |
| Arturo Fernández Vial | Chile | 1996-1997 |